# 馬什洛克鄉
46°00′N 21°27′E / 46.000°N 21.450°E
馬什洛克鄉（羅馬尼亞語：Comuna Mașloc, Timiș），是羅馬尼亞的鄉份，位於該國西部，由蒂米什縣負責管轄，面積83平方公里，海拔高度185米，2002年人口2,207，人口密度每平方公里27人。